# Kenaigebergte
Het Kenaigebergte (Engels Kenai Mountains, Tanaina Yaghanen Dghili), is een gebergte in de Amerikaanse staat Alaska. Het gebergte strekt zich 190 km uit naar het noordoosten vanaf het zuidelijke uiteinde van het Kenaischiereiland tot aan de Chugach Mountains. De hoogte ligt gemiddeld tussen de 900 en 1500 meter. 
De Harding en Sargent Icefields en de vele gletsjers die daaruit voortkomen, vinden hun oorsprong in het Kenaigebergte. Verschillende belangrijke visproducerende rivieren, waaronder de Kenai River en de Russian River, stromen ook uit de bergen.
De Dena'ina noemen de bergen Yaghanen Dghili, wat “goed land bergen” betekent. De naam “Kenai” werd voor het eerst gepubliceerd door Constantin Grewingk in 1849, die zijn informatie haalde uit I. G. Wosnesenski's verslag van een reis naar het gebied in 1842.

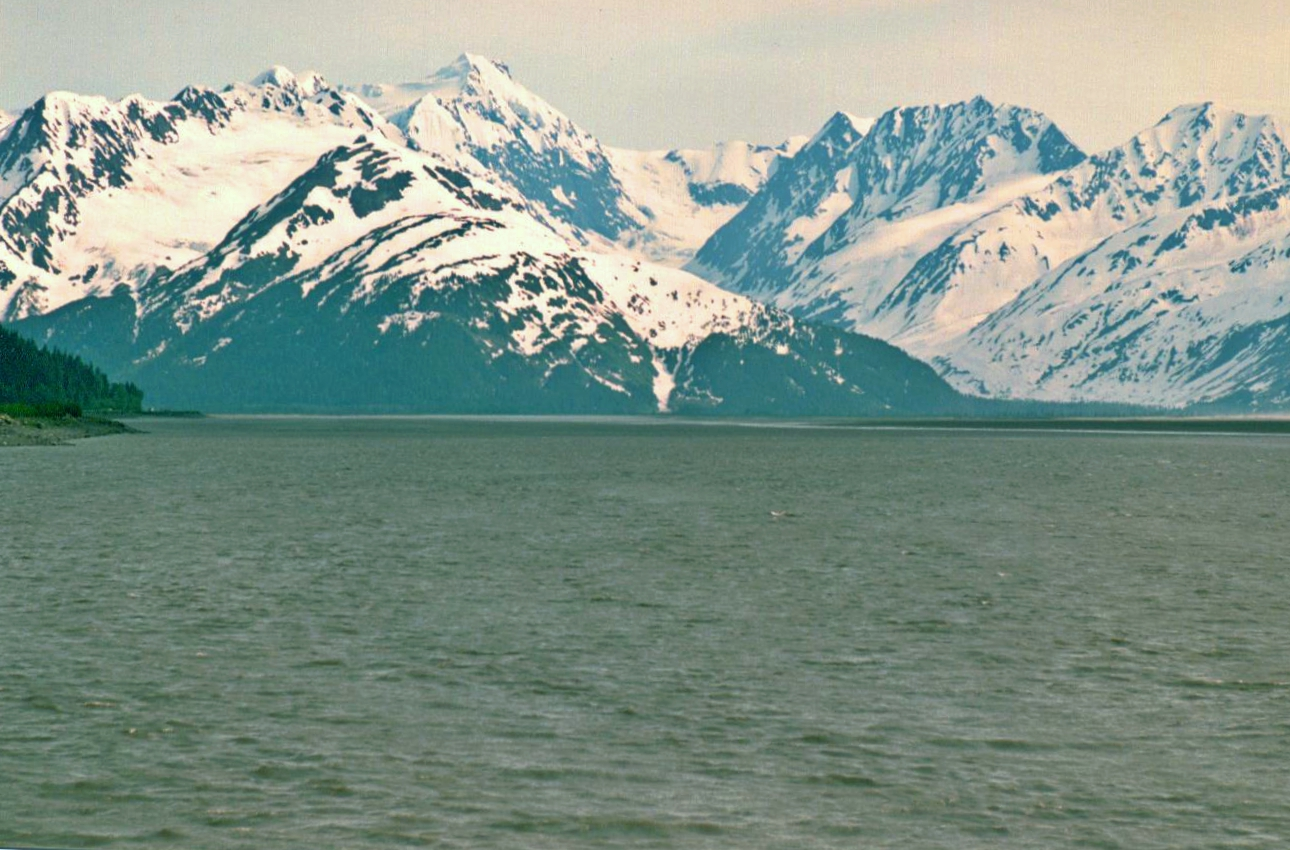
Carpathian Peak gezien vanaf Turnagain Arm
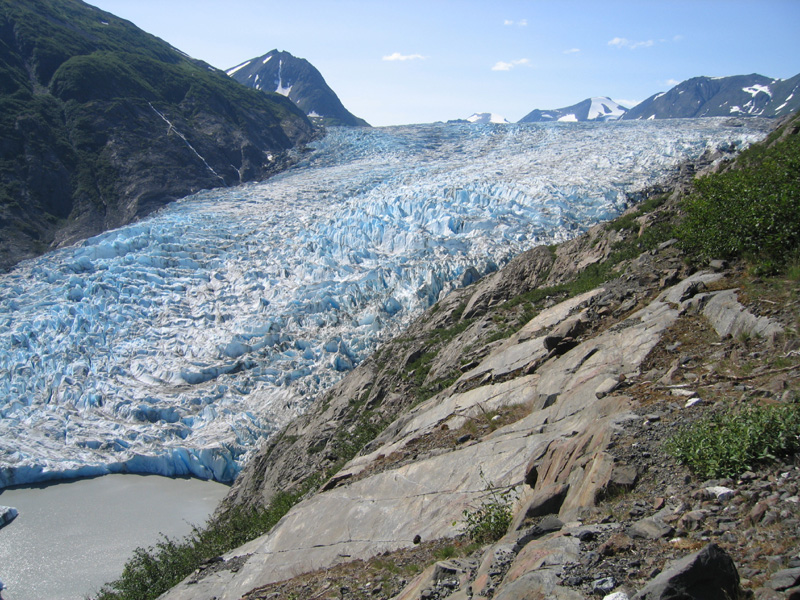
Skilak Glacier in het Kenaigebergte
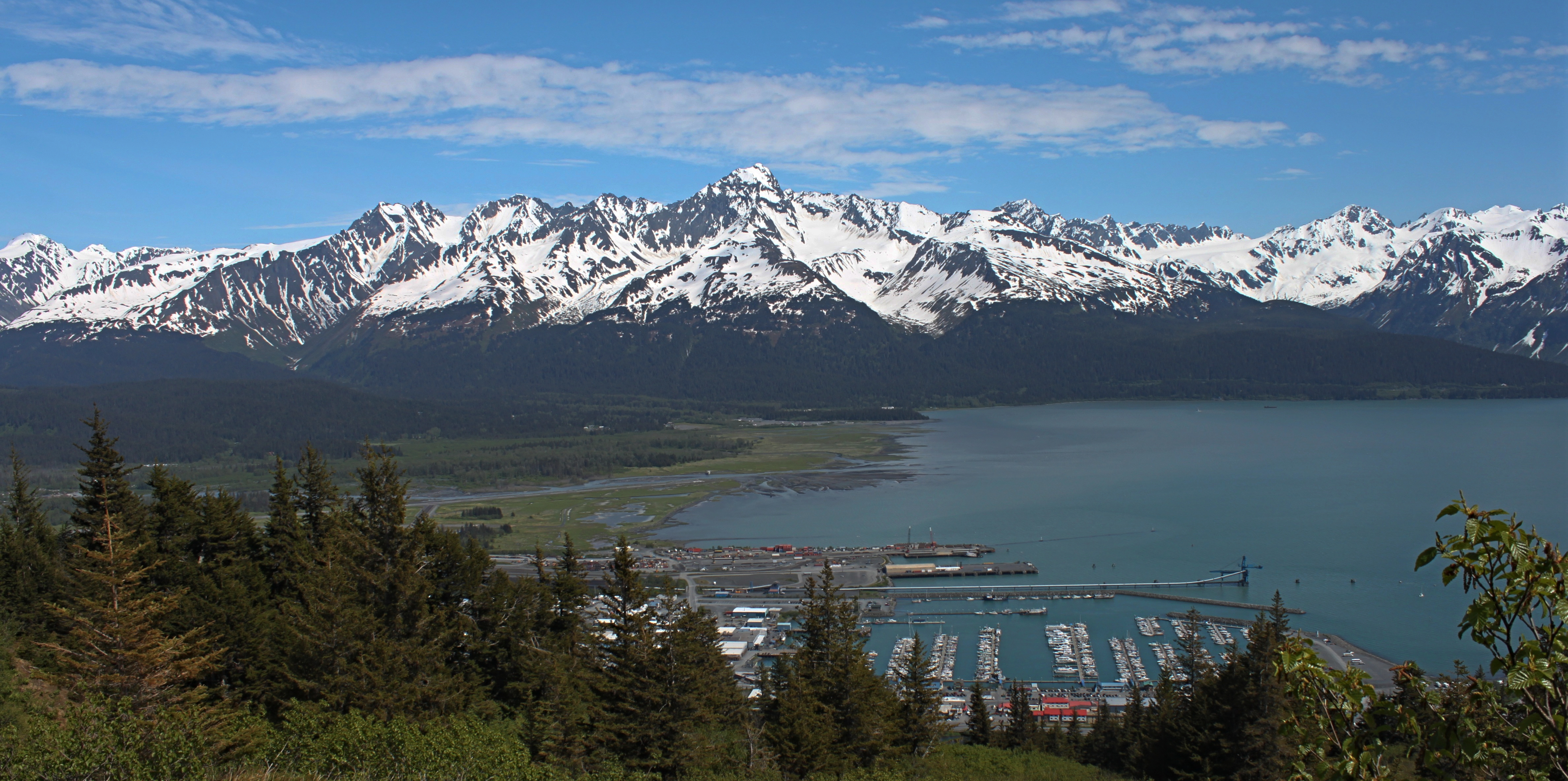
Mount Alice gezien vanaf Mount Marathon
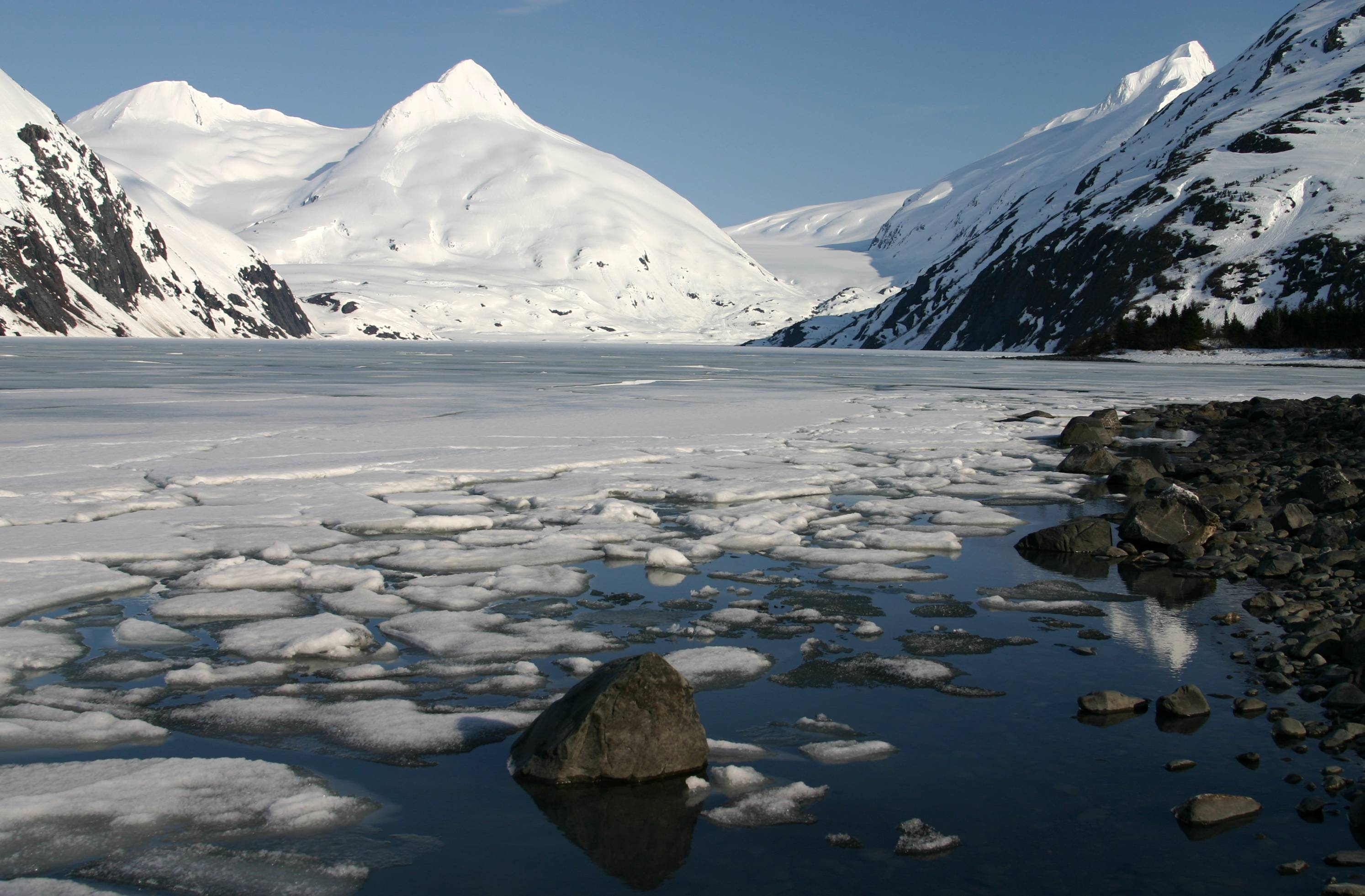
Kijkend over Portage Lake naar Bard Peak
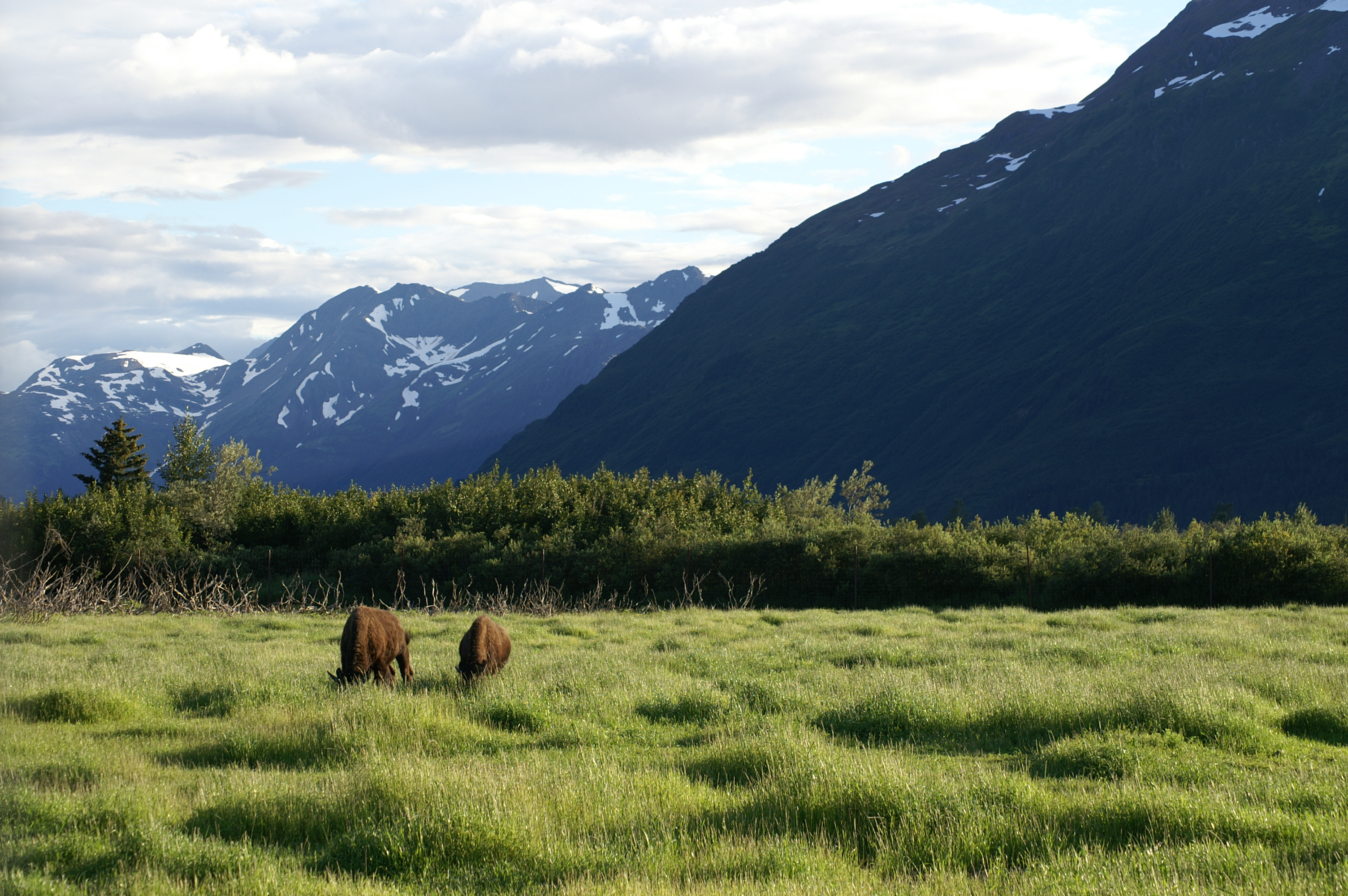
Bosbizon grazend bij het Kenaigebergte
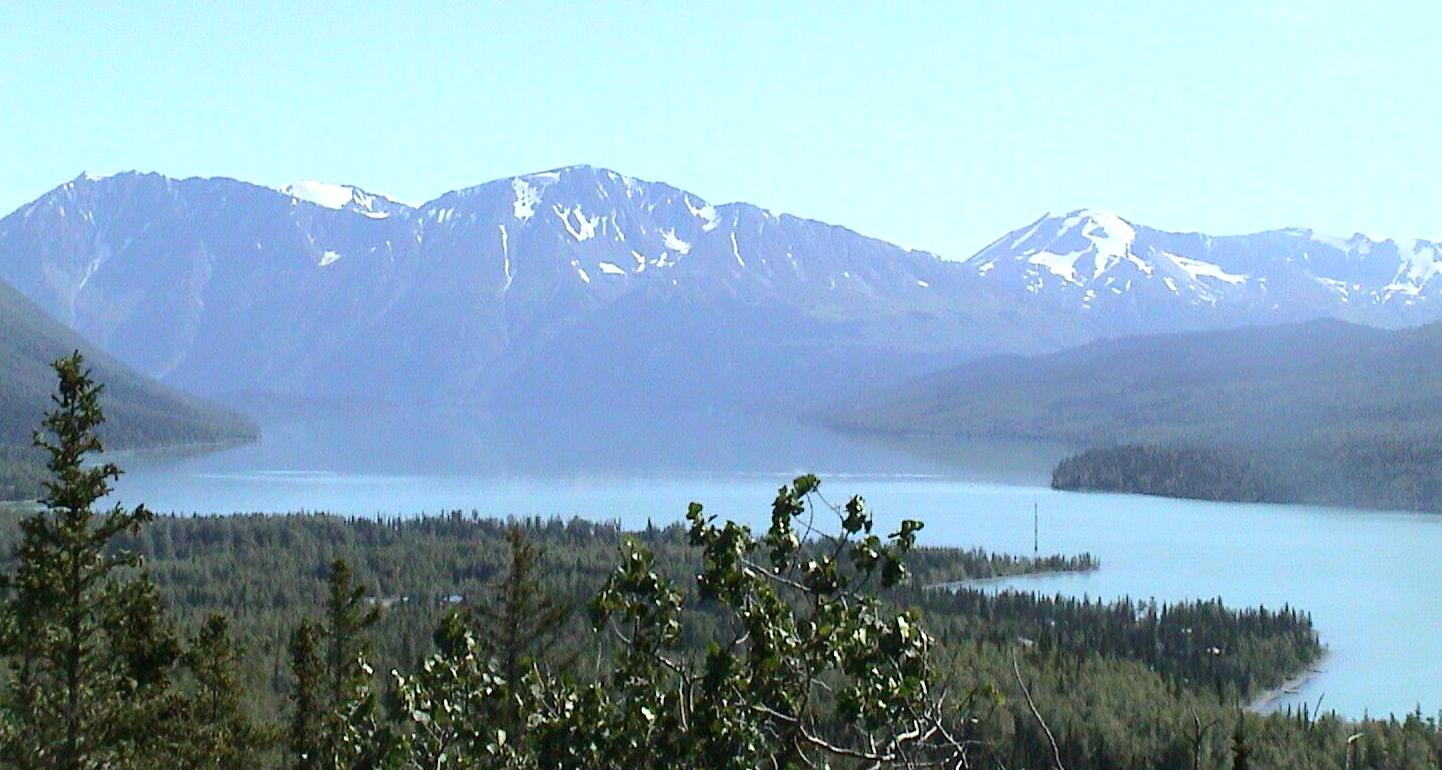
Het Kenaigebergte en de Kenai River